# Museo Hecht
El Museo Hecht (en hebreo: מוזיאון הכט), oficialmente llamado Museo Reuben y Edith Hecht es un museo arqueológico ubicado en la ciudad de Haifa, en Israel.

## Historia

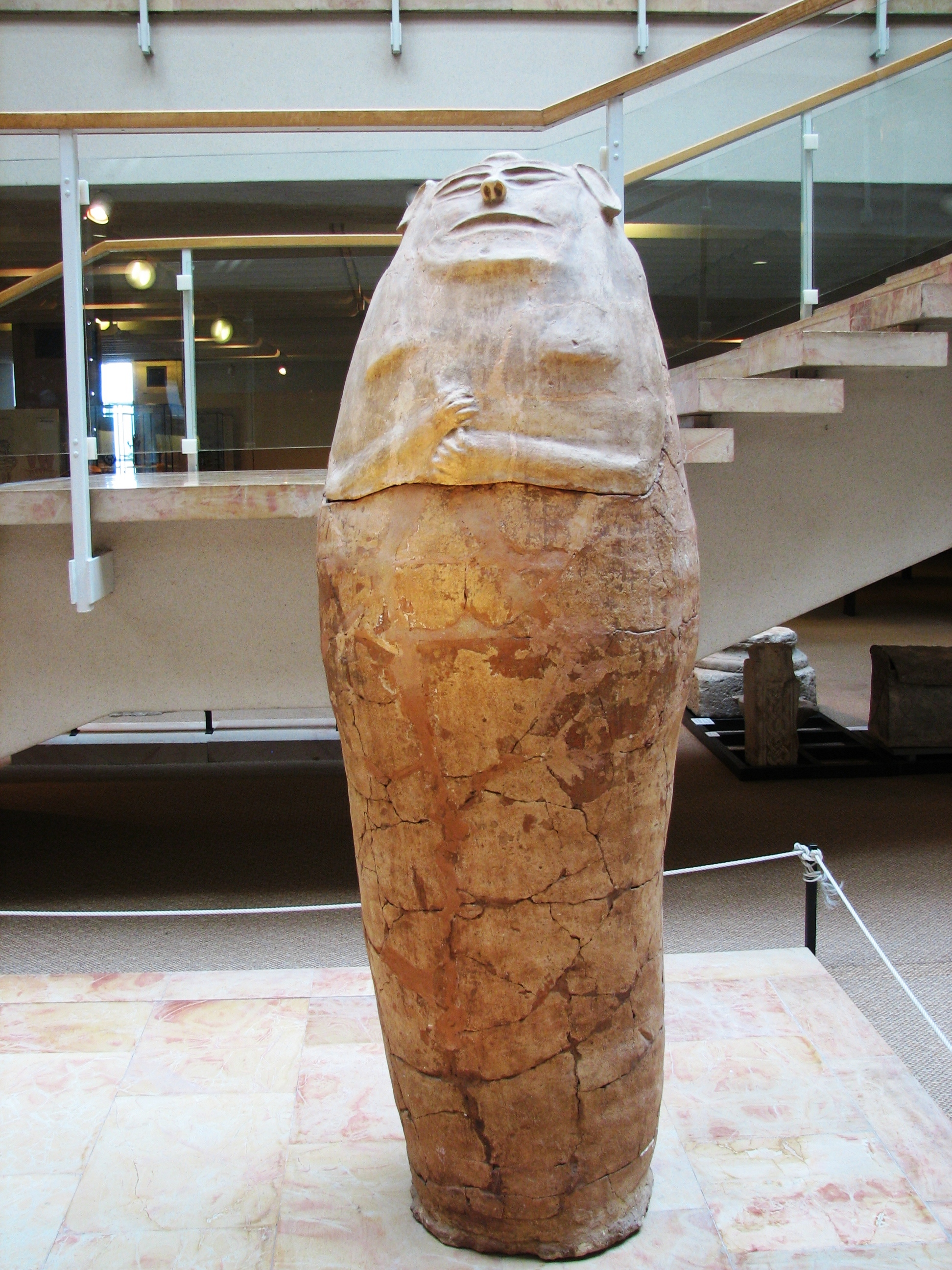
Ataúd con decoraciones de Deir al-Balah de la edad de bronce.

El museo fue establecido en 1984 por Reuben Hecht, director de Dagon Silos y miembro fundador de la Universidad de Haifa, era un coleccionista de piezas arqueológicas de la tierra de Israel. Las piezas predominantes en el museo son del periodo bizantino.

## Colecciones y exhibiciones

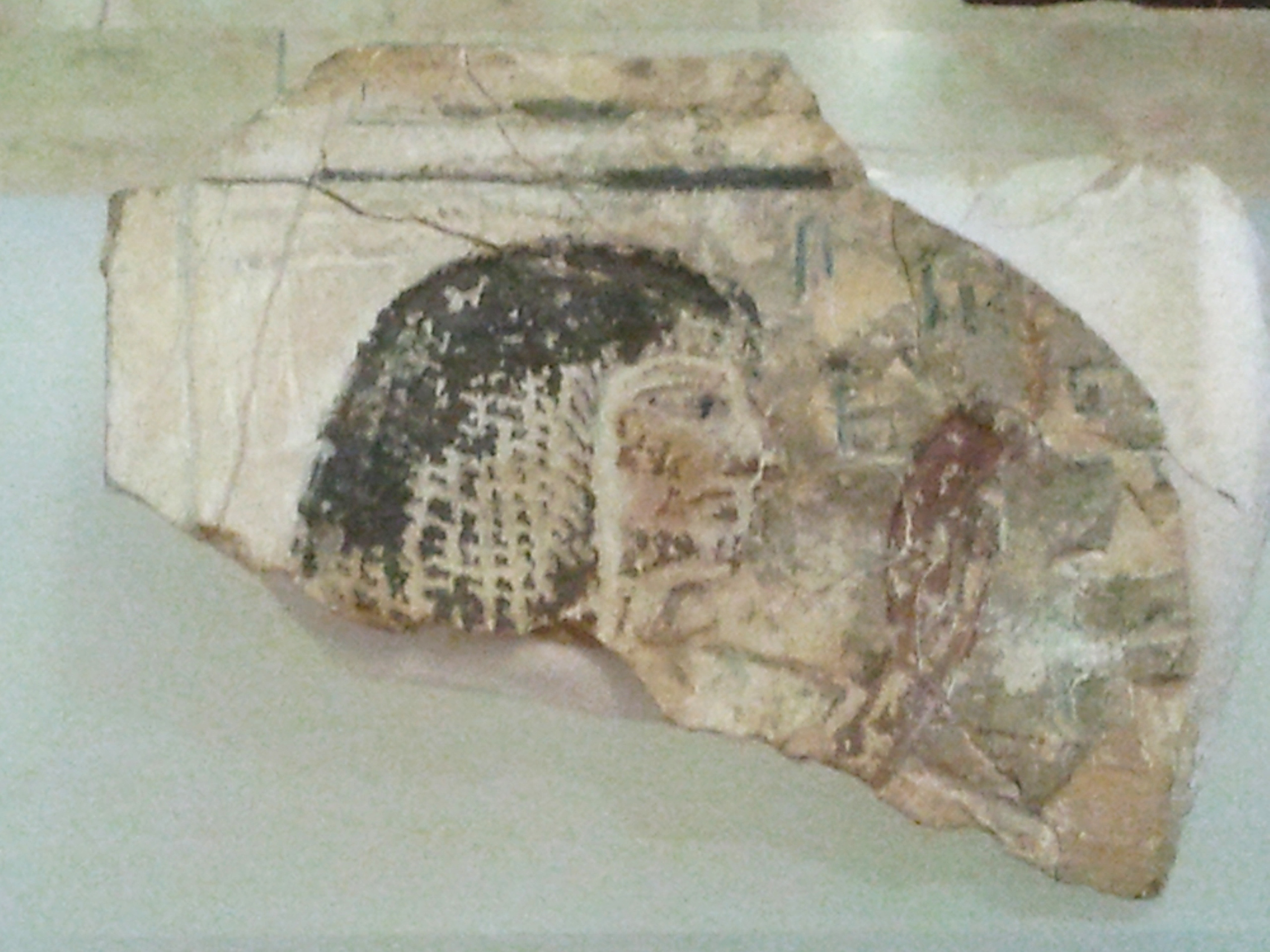
Relieve de la cabeza de Deir el-Medina.

El museo exhibe piezas arqueológicas en orden cronológico que muestran la historia de Israel, desde el periodo de la Edad de Bronce hasta el periodo bizantino. Entre los objetos se encuentran monedas, piezas de adorno, sellos, joyería, figuras talladas en madera, vasos de vidrio y mosaicos. La sección de colección de arte incluye trabajos de impresionismo y arte judía de mediados del siglo XX. Además posee pinturas de Jean-Baptiste-Camille Corot, Édouard Manet, Claude Monet, Camille Jacob Pissarro y Vincent van Gogh Cuenta con un auditorio acústico, un centro de estudios para investigadores, estudiantes y público en general.